# Richard Taylor
Sir Richard Leslie Taylor (nascut el 8 de febrer de 1965) és el fundador, director creatiu i cap de la’empresa neozelandesa d' attrezzo i d'efectes especials Weta Workshop.

## Primers anys
Taylor va néixer a Cheadle, Cheshire, Anglaterra, el 8 de febrer de 1965, i va emigrar quan era nen a Nova Zelanda, on la seva família vivia a Te Hihi, i més tard, al suburbi d'Auckland de Patumahoe. Va ser naturalitzat com a ciutadà de Nova Zelanda el 1974. Taylor va estudiar al Wesley College, Paerata, i després es va graduar de l'antiga Wellington Polytechnic.

## Carrera
Peter Jackson, Taylor i la seva companyia van crear tots els attrezzo, vestits, pròtesis, miniatures i armes per la trilogia èpica El Senyor dels Anells de Jackson. Pel seu treball a les tres pel·lícules, va participar en guanyar quatre Premis Oscar. Això n'incloïa dos per El Senyor dels Anells: La Germandat de l'Anell al Maquillatge i Efectes visuals, i dos per El Senyor dels Anells: El retorn del rei al Disseny de Vestuari i Maquillatge. Va ser nominat al disseny de vestuari per La Germandat de l’Anell
Taylor es pot veure i escoltar a tots els DVD d’El Senyor dels Anells, als documentals entre bastidors i als comentaris d'àudio dels DVD d'edició ampliada. També va aparèixer al plató per donar direcció a actors i personal d'acrobàcies en diverses escenes de lluita.
Tant Richard Taylor com Wētā Workshop apareixen a la pel·lícula documental Reclaiming the Blade, on van parlar del procés creatiu i tècnic de com es creen els accessoris de pel·lícules (específicament les espases) al Wētā Workshop. Espases creades per Wētā per a pel·lícules com El Senyor dels Anells i Les Cròniques de Narnia també apareixen a la pel·lícula.
En els Honors de cap d’any de 2004 Taylor va ser nomenat Oficial de l'Orde del Mèrit de Nova Zelanda, pels serveis al disseny i a la indústria cinematogràfica. En els 2010 Queen's Birthday Honors, Taylor va ser promogut a Knight Companion de l'Orde del Mèrit de Nova Zelanda, pels serveis al cinema.
Wētā Workshop també ha treballat a Les Cròniques de Nàrnia: El lleó, la bruixa i l'armari. Richard Taylor i la seva tripulació van dissenyar i construir totes les armadures, armes i accessoris especials per a la pel·lícula. La companyia també va estar molt involucrada en la realització de la interpretació de Peter Jackson de King Kong per la qual va guanyar el seu cinquè Oscar, a efectes visuals.
L'abril de 2009, Richard Taylor va guanyar el premi suprem als World Class New Zealand Awards. Els premis honoren a les roselles altes de Nova Zelanda que tenen èxit en un internacional.
El febrer de 2012, Taylor va ser nomenat neozelandès de l'any, superant els finalistes, la fundadora del World of Wearable Art Suzie Moncrieff i el cirurgià plàstic d'Auckland Sharad P. Paul, nominat pel seu treball sobre càncer de pell.
A partir del 2014, Taylor està involucrat en Magic Leap, una empresa emergent que es va informar que treballava en projectes relacionats amb la realitat augmentada i la visió per ordinador que ha rebut més de 500 milions de dòlars de finançament de risc.

## Premis i nominacions
- Nominat: Millor disseny de vestuari, El Senyor dels Anells: La Germandat de l'Anell (2001)
- Guanyador: Premi als millors efectes especials al XXV Festival Internacional de Cinema Fantàstic de Sitges per Clínicament morta (1992)
- Guanyat: Millor maquillatge, El senyor dels anells: la comunitat de l'anell (2001)
- Guanyat: Millors efectes visuals, El senyor dels anells: la comunitat de l'anell (2001)
- Guanyat: Millor maquillatge, El Senyor dels Anells: El retorn del rei (2003)
- Guanyat: Millor disseny de vestuari, El Senyor dels Anells: El retorn del rei (2003)
- Guanyat: Millors efectes visuals, King Kong (2005)